# Frederik Hennen
Hubert Frederik Hennen (Heerlen, 25 januari 1830 – aldaar, 10 april 1909) was een Nederlands violist en componist.
Hubert Frederik Hennen is zoon van klokkenbouwer, horlogemaker, koopman, winkelier en amateurviolist Henricus Joseph (Henri) Hennen en Maria Gertruida Eijmael. Hij was zelf getrouwd met Maria Petronella Josepha Gelekerken. Het echtpaar woonde aan het eind van hun leven in Weltermolen. Dat ging na hun overlijden over in handen van zoon Charles Hennen, bekend musicus in Heerlen en omstreken. Ook zijn broers Mathieu en Arnold waren bekende mucici.
Zijn muziekopleiding kreeg hij net als broer Arnold Hennen in eerste instantie van vader. Hij kon viool studeren aan het Koninklijk Conservatorium Luik; bij zijn voorspel speelde hij het Vioolconcert nr 8. van Louis Spohr.  Hij reeg daar een aantal prijzen aaneen (tweede, eerste en uitnemende prijs, medaille en vermeil pour le perfectionnement) op de viool. Hij kon aan genoemde instantie muziekdocent worden, maar sloeg dat af. Hij zette de studie voort in Parijs en verzorgde ook een aantal concerten. In 1850 was hij eerste violist bij het operagezelschap Her Majesty's Theatre van Michael William Balfe in Londen, maar keerde na drie jaar terug naar Nederland; zijn gezondheid liet hem in de steek. Toch liet hij de muziek niet los, ging op concertreis met broer Arnold en ging in 1858 weer in Londen spelen en klom aldaar op tot tweede dirigent. In 1871 vestigde hij zich weer in Heerlen en wijdde zich aan het componeren; zijn belangrijkste werk daarbij werd een Tarantella voor viool; een van de lievelingswerken van zoon Charles. Zijn stukken zijn meest geschreven op de virtuositeit op de viool. Andere werken zijn Les hirondelles (viool en orkest), polonaises voor viool en piano, een elegie voor viool en piano en een tweetal preludes voor orgel.
Een van zijn leerlingen was Mathieu Kessels.  